# مری مک‌گرگور
مری مک‌گرگور (انگلیسی: Mary MacGregor؛ زادهٔ ۶ مهٔ ۱۹۴۸) یک خواننده اهل ایالات متحده آمریکا است. وی بین سال‌های ۱۹۷۶ تا ۲۰۰۰ میلادی فعالیت می‌کرد.
او دانش‌آموختهٔ دانشگاه مینه‌سوتا است و بیشترِ شهرتش، به‌خاطر ترانهٔ مشهور «مردد میان دو عاشق» است که ۲ هفته بر صدر ۱۰۰ آهنگ داغ بیلبورد ماند و به ردهٔ نخست جدول تک‌آهنگ‌های بریتانیا هم راه یافت.
مری مک‌گرگور برای چندین فیلم نیز ترانه خواننده است یا در نقش خودش، در آنها ظاهر شده است.